# María Belén Pallito
María Belén Pallito (29. lipnja 1984.) je argentinska hokejašica na travi. Igra na mjestu obrambene igračice.
Svojim igrama je stekla mjesto u argentinskoj izabranoj vrsti.
Po stanju od 3. studenoga 2009., igra za klub Club Ciudad de Buenos Aires.

## Sudjelovanja na velikim natjecanjima
- 2006.: Južnoameričke igre u Buenos Airesu, zlato